# Seznam ocenění a nominací seriálu Taková moderní rodinka
Toto je seznam ocenění a nominací seriálu Taková moderní rodinka, vysílaného stanicí ABC od 23. září 2019.

## Cena Emmy

### Cena Emmy
| Rok  | Kategorie                                            | Nominovaní | Díl                         | Výsledek  |
| ---- | ---------------------------------------------------- | --- | --------------------------- | --------- |
| 2010 | nejlepší seriál: komedie                             | Steven Levitan, Christopher Lloyd, Jason Winer, Paul Corrigan, Jeffrey Morton, Dan O'Shannon, Brad Walsh, Bill Wrubel, a Danny Zuker |                             | vítězství |
| 2010 | nejlepší režie: komedie                              | Jason Winer | „Pilot“                     | nominace  |
| 2010 | nejlepší seriálový herec ve vedlejší roli: komedie   | Jesse Tyler Ferguson | „Rodinná fotografie“        | nominace  |
| 2010 | nejlepší seriálový herec ve vedlejší roli: komedie   | Eric Stonestreet | „Fizbo“                     | vítězství |
| 2010 | nejlepší seriálový herec ve vedlejší roli: komedie   | Ty Burrell | „Probdělá noc“              | nominace  |
| 2010 | nejlepší seriálová herečka ve vedlejší roli: komedie | Julie Bowen | „Nevšední Valentýn“         | nominace  |
| 2010 | nejlepší seriálová herečka ve vedlejší roli: komedie | Sofía Vergara | „Nevšední Valentýn“         | nominace  |
| 2010 | nejlepší seriálový herec v hostující roli: komedie   | Fred Willard | „Skaut cestovatel“          | nominace  |
| 2010 | nejlepší scénář: komedie                             | Steven Levitan a Christopher Lloyd                                                                                                   | „Pilot“                     | vítězství |
| 2011 | nejlepší seriál: komedie                             | |                             | vítězství |
| 2011 | nejlepší režie: komedie                              | Michael Spiller | „Halloween“                 | vítězství |
| 2011 | nejlepší režie: komedie                              | Gail Mancuso | „Zpomalte, sousedi!“        | nominace  |
| 2011 | nejlepší režie: komedie                              | Steven Levitan | „Na shledanou na podzim“    | nominace  |
| 2011 | nejlepší seriálový herec ve vedlejší roli: komedie   | Jesse Tyler Ferguson | „Halloween“                 | nominace  |
| 2011 | nejlepší seriálový herec ve vedlejší roli: komedie   | Eric Stonestreet |                             | nominace  |
| 2011 | nejlepší seriálový herec ve vedlejší roli: komedie   | Ty Burrell | „Hodný polda, zlý pes“      | vítězství |
| 2011 | nejlepší seriálový herec ve vedlejší roli: komedie   | Ed O'Neill | „Polibek“                   | nominace  |
| 2011 | nejlepší seriálová herečka ve vedlejší roli: komedie | Julie Bowen | „Cizinci na běžeckém pásu“  | vítězství |
| 2011 | nejlepší seriálová herečka ve vedlejší roli: komedie | Sofía Vergara | „Zpomalte, sousedi!“        | nominace  |
| 2011 | nejlepší seriálový herec v hostující roli: komedie   | Nathan Lane | „Zamětřesení“               | nominace  |
| 2011 | nejlepší scénář: komedie                             | Steven Levitan a Jeffrey Richman | „Chyceni při čenu“          | vítězství |
| 2012 | nejlepší seriál: komedie                             | |                             | vítězství |
| 2012 | nejlepší režie: komedie                              | Jason Winer | „Tahle země není pro panny“ | nominace  |
| 2012 | nejlepší režie: komedie                              | Steven Levitan | „Velký den“                 | vítězství |
| 2012 | nejlepší seriálový herec ve vedlejší roli: komedie   | Jesse Tyler Ferguson | „Přestupný den“             | nominace  |
| 2012 | nejlepší seriálový herec ve vedlejší roli: komedie   | Ty Burrell | „Doživotní zásoby“          | nominace  |
| 2012 | nejlepší seriálový herec ve vedlejší roli: komedie   | Eric Stonestreet | „Bunkr“                     | vítězství |
| 2012 | nejlepší seriálový herec ve vedlejší roli: komedie   | Ed O'Neill | „Velký den“                 | nominace  |
| 2012 | nejlepší seriálová herečka ve vedlejší roli: komedie | Julie Bowen | „Bulbrouci“                 | vítězství |
| 2012 | nejlepší seriálová herečka ve vedlejší roli: komedie | Sofía Vergara | „Živý obraz“                | nominace  |
| 2012 | nejlepší seriálový herec v hostující roli: komedie   | Greg Kinnear | „Já, žárlit?“               | nominace  |
| 2013 | nejlepší seriál: komedie                             | |                             | vítězství |
| 2013 | nejlepší režie: komedie                              | Gail Mancuso | „Zadržená“                  | vítězství |
| 2013 | nejlepší seriálový herec ve vedlejší roli: komedie   | Jesse Tyler Ferguson | „Wow faktor“                | nominace  |
| 2013 | nejlepší seriálový herec ve vedlejší roli: komedie   | Ty Burrell | „Rande naslepo“             | nominace  |
| 2013 | nejlepší seriálový herec ve vedlejší roli: komedie   | Ed O'Neill | „Velká novina“              | nominace  |
| 2013 | nejlepší seriálová herečka ve vedlejší roli: komedie | Julie Bowen | „Můj hrdina“                | nominace  |
| 2013 | nejlepší seriálová herečka ve vedlejší roli: komedie | Sofía Vergara | „Zahradní výprodej“         | nominace  |
| 2013 | nejlepší seriálový herec v hostující roli: komedie   | Nathan Lane | „Fantomové opery“           | nominace  |
| 2014 | nejlepší seriál: komedie                             | |                             | vítězství |
| 2014 | nejlepší režie: komedie                              | Gail Mancuso | „Las Vegas“                 | vítězství |
| 2014 | nejlepší seriálový herec ve vedlejší roli: komedie   | Jesse Tyler Ferguson | „Zpráva z minulosti“        | nominace  |
| 2014 | nejlepší seriálový herec ve vedlejší roli: komedie   | Ty Burrell | „Kdopak by se plesu bál“    | vítězství |
| 2014 | nejlepší seriálová herečka ve vedlejší roli: komedie | Julie Bowen | „Šváry a jiné nešvary“      | nominace  |
| 2014 | nejlepší seriálový herec v hostující roli: komedie   | Nathan Lane | „Svatba 2/2“                | nominace  |
| 2015 | nejlepší seriál: komedie                             | |                             | nominace  |
| 2015 | nejlepší seriálový herec ve vedlejší roli: komedie   | Ty Burrell | „Crying Out Loud“           | nominace  |
| 2015 | nejlepší seriálová herečka ve vedlejší roli: komedie | Julie Bowen | „Valentýn 4: Sestra v akci“ | nominace  |
| 2015 | nejlepší seriálová herečka v hostující roli: komedie | Elizabeth Banks | „Letohrádky“                | nominace  |
| 2016 | nejlepší seriál: komedie                             | |                             | nominace  |
| 2016 | nejlepší seriálový herec ve vedlejší roli: komedie   | Ty Burrell | „The Party“                 | nominace  |
| 2017 | nejlepší seriál: komedie                             | |                             | nominace  |
| 2017 | nejlepší seriálový herec ve vedlejší roli: komedie   | Ty Burrell | „Čapni to!“                 | nominace  |

#### Creative Arts Emmy Awards
| Rok  | Kategorie                                            | Nominovaní                                   | Díl                    | Výsledek  |
| ---- | ---------------------------------------------------- | -------------------------------------------- | ---------------------- | --------- |
| 2010 | nejlepší casting: seriál (komedie)                   | Jeff Greenberg                               |                        | vítězství |
| 2010 | nejlepší výprava pro seriál (single-camera)          | Richard Berg and Amber Marie-Angelique Haley | „Přistání na Měsíci“   | nominace  |
| 2010 | nejlepší střih: seriál (komedie)                     | Ryan Case                                    | „Pilot“                | vítězství |
| 2010 | nejlepší střih: seriál (komedie)                     | Jonathan Maxwell Schwartz                    | „Rodinná fotografie“   | nominace  |
| 2010 | nejlepší mix zvuku a animace: seriál (komedie/drama) | Stephen Tibbo, Brian R. Harman a Dean Okrand | „En Garde“             | vítězství |
| 2011 | nejlepší výprava pro seriál (single-camera)          | Richard Berg, Amber Haley                    | „Halloween“            | nominace  |
| 2011 | nejlepší casting: seriál (komedie)                   | Jeff Greensberg                              |                        | nominace  |
| 2011 | nejlepší střih: seriál (komedie)                     | Ryan Case                                    | „Halloween“            | nominace  |
| 2011 | nejlepší střih: seriál (komedie)                     | Jonathan Maxwell Schwartz                    | „Zpomalte, sousedi!“   | nominace  |
| 2011 | nejlepší mix zvuku a animace: seriál (komedie/drama) | Stephen Tibbo, Brian R. Harman a Dean Okrand | „Halloween“            | nominace  |
| 2012 | nejlepší casting: seriál (komedie)                   | Jeff Greenberg                               |                        | nominace  |
| 2012 | nejlepší mix zvuku a animace: seriál (komedie/drama) | Stephen Tibbo, Brian R. Harman a Dean Okrand | „Dovolená na ranči“    | vítězství |
| 2012 | nejlepší střih: seriál (komedie)                     | Ryan Case                                    | „Přestupný den“        | nominace  |
| 2012 | nejlepší střih: seriál (komedie)                     | Steven A. Rasch                              | „Den voleb“            | nominace  |
| 2013 | nejlepší casting: seriál (komedie)                   | Jeff Greenberg                               |                        | nominace  |
| 2013 | nejlepší střih: seriál (komedie)                     | Ryan Case                                    | „Oslava s překvapením“ | nominace  |
| 2013 | nejlepší mix zvuku a animace: seriál (komedie/drama) | Stephen Tibbo, Brian R. Harman a Dean Okrand | „Můj hrdina“           | nominace  |
| 2013 | nejlepší kaskadérský tým                             | Jim Sharp                                    |                        | nominace  |
| 2014 | nejlepší casting: seriál (komedie)                   | Jeff Greenberg                               |                        | nominace  |
| 2014 | nejlepší střih: seriál - komedie (single-camera)     | Ryan Case                                    | „Las Vegas“            | nominace  |
| 2014 | nejlepší mix zvuku a animace: seriál (komedie/drama) | Stephen Tibbo, Brian R. Harman a Dean Okrand | „Svatba 1/1“           | nominace  |
| 2014 | nejlepší výprava pro současný televizní program      |                                              | „Las Vegas“            | nominace  |
| 2015 | nejlepší casting: seriál (komedie)                   | Jeff Greenberg                               |                        | nominace  |
| 2015 | nejlepší mix zvuku a animace: seriál (komedie/drama) | Stephen Tibbo, Brian R. Harman a Dean Okrand | „Connection Lost“      | vítězství |
| 2016 | nejlepší casting: seriál (komedie)                   | Jeff Greenberg                               |                        | nominace  |
| 2016 | nejlepší mix zvuku a animace: seriál (komedie/drama) | Stephen Tibbo, Brian R. Harman a Dean Okrand | „Bouřka“               | nominace  |
| 2017 | nejlepší mix zvuku a animace: seriál (komedie/drama) | Stephen Tibbo, Brian R. Harman a Dean Okrand | „Basketbal“            | nominace  |

## Art Directors Guild Awards
| Rok  | Kategorie                                                             | Nominovaní                                                                                | Výsledek  |
| ---- | --------------------------------------------------------------------- | ----------------------------------------------------------------------------------------- | --------- |
| 2009 | nejlepší výprava: půlhodinový díl (single-camera) televizního seriálu | Richard Berg, Robert Vukasovich, Mick Cukurs a Christopher Carlson (za díl: „Blátokopka“) | nominace  |
| 2010 | nejlepší výprava: půlhodinový díl (single-camera) televizního seriálu | Richard Berg, Claire Bennett a Amber Haley (za díl: „Halloween“)                          | vítězství |
| 2011 | nejlepší výprava: půlhodinový díl (single-camera) televizního seriálu | Richard Berg, Claire Bennett a Tara Stephenson (za díl: „Expresní Vánoce“)                | vítězství |
| 2012 | nejlepší výprava: půlhodinový díl (single-camera) televizního seriálu | Richard Berg, Claire Bennett a Brian Kasch (za díl: „Rande naslepo“)                      | nominace  |
| 2013 | nejlepší výprava: půlhodinový díl (single-camera) televizního seriálu | Richard Berg, Claire Bennett a Brian Kasch (za díl: „Wow faktor“)                         | nominace  |

## Directors Guild Awards
| Rok  | Kategorie                        | Nominovaní      | Díl                | Výsledek  |
| ---- | -------------------------------- | --------------- | ------------------ | --------- |
| 2009 | nejlepší režie: seriál (komedie) | Jason Winer     | „Pilot“            | vítězství |
| 2010 | nejlepší režie: seriál (komedie) | Michael Spiller | „Halloween“        | vítězství |
| 2010 | nejlepší režie: seriál (komedie) | Steven Levitan  | „Havaj“            | nominace  |
| 2011 | nejlepší režie: seriál (komedie) | Fred Savage     | „Požár“            | nominace  |
| 2011 | nejlepší režie: seriál (komedie) | Michael Spiller | „Expresní Vánoce“  | nominace  |
| 2012 | nejlepší režie: seriál (komedie) | Bryan Cranston  | „Den Voleb“        | nominace  |
| 2013 | nejlepší režie: seriál (komedie) | Bryan Cranston  | „Stařec a stromek“ | nominace  |
| 2013 | nejlepší režie: seriál (komedie) | Gail Mancuso    | „Můj hrdina“       | nominace  |
| 2014 | nejlepší režie: seriál (komedie) | Gail Mancuso    | „Las Vegas“        | nominace  |
| 2015 | nejlepší režie: seriál (komedie) | Gail Mancuso    | „Bílé Vánoce“      | nominace  |

## GLAAD Media Awards
| Rok  | Kategorie                | Nominovaní | Výsledek |
| ---- | ------------------------ | ---------- | -------- |
| 2010 | nejlepší seriál: komedie |            | nominace |
| 2011 | nejlepší seriál: komedie | vítězství  |          |
| 2012 | nejlepší seriál: komedie | vítězství  |          |
| 2013 | nejlepší seriál: komedie | nominace   |          |
| 2014 | nejlepší seriál: komedie | nominace   |          |
| 2015 | nejlepší seriál: komedie | nominace   |          |
| 2016 | nejlepší seriál: komedie | nominace   |          |
| 2017 | nejlepší seriál: komedie | nominace   |          |

## Imagen Foundation Awards
| Rok  | Kategorie                                 | Nominovaní     | Výsledek |
| ---- | ----------------------------------------- | -------------- | -------- |
| 2010 | nejlepší seriálová herečka v hlavní roli  | Sofía Vergara  | nominace |
| 2010 | nejlepší seriálový herec ve vedlejší roli | Rico Rodriguez | nominace |

## NAACP Image Awards
| Rok  | Kategorie                                            | Nominovaní            | Výsledek  |
| ---- | ---------------------------------------------------- | --------------------- | --------- |
| 2010 | nejlepší seriál: komedie                             |                       | nominace  |
| 2010 | nejlepší seriálová herečka ve vedlejší roli: komedie | Sofía Vergara         | vítězství |
| 2010 | nejlepší režie: seriál (komedie)                     | Kevin Rodney Sullivan | vítězství |
| 2011 | nejlepší seriál: komedie                             |                       | nominace  |
| 2011 | nejlepší seriálová herečka ve vedlejší roli: komedie | Sofía Vergara         | nominace  |
| 2012 | nejlepší seriál: komedie                             |                       | nominace  |
| 2013 | nejlepší seriál: komedie                             |                       | nominace  |
| 2013 | nejlepší seriálová herečka ve vedlejší roli: komedie | Sofía Vergara         | nominace  |

## Nickelodeon Kids' Choice Awards
| Rok  | Kategorie                                      | Nominovaní     | Výsledek  |
| ---- | ---------------------------------------------- | -------------- | --------- |
| 2012 | nejoblíbenější seriálový herec                 | Ty Burrell     | nominace  |
| 2014 | nejoblíbenější vtipná hvězda                   | Sofía Vergara  | nominace  |
| 2012 | nejoblíbenější seriál: rodinný                 |                | vítězství |
| 2016 | nejoblíbenější seriál: rodinný                 |                | nominace  |
| 2016 | nejoblíbenější seriálový herec: rodinná show   | Rico Rodriguez | nominace  |
| 2016 | nejoblíbenější seriálová herečka: rodinná show | Sarah Hyland   | nominace  |
| 2016 | nejoblíbenější seriálová herečka: rodinná show | Sofía Vergara  | vítězství |

## Peabody Awards
| Rok  | Kategorie | Nominovaní                                                                                     | Výsledek  |
| ---- | --------- | ---------------------------------------------------------------------------------------------- | --------- |
| 2009 |           | Twentieth Century Fox Television, v asociaci s produkční společností Levitan Lloyd Productions | vítězství |

## People's Choice Awards
| Rok  | Kategorie                                 | Nominovaní             | Výsledek  |
| ---- | ----------------------------------------- | ---------------------- | --------- |
| 2010 | nejoblíbenější nová seriálová komedie     |                        | nominace  |
| 2011 | nejoblíbenější seriálová komedie          |                        | nominace  |
| 2011 | nejoblíbenější seriálová rodina           | Pritchettovi/Dunphyovi | nominace  |
| 2012 | nejoblíbenější seriálová komedie          |                        | nominace  |
| 2013 | nejoblíbenější seriálová komedie          |                        | nominace  |
| 2013 | nejoblíbenější seriálový herec: komedie   | Ty Burrell             | nominace  |
| 2013 | nejoblíbenější seriálový herec: komedie   | Jesse Tyler Ferguson   | nominace  |
| 2013 | nejoblíbenější seriálová herečka: komedie | Sofía Vergara          | nominace  |
| 2014 | nejoblíbenější seriálová komedie          |                        | nominace  |
| 2014 | nejoblíbenější seriálový herec: komedie   | Jesse Tyler Ferguson   | nominace  |
| 2015 | nejoblíbenější seriálová komedie          |                        | nominace  |
| 2015 | nejoblíbenější seriálový herec: komedie   | Ty Burrell             | nominace  |
| 2015 | nejoblíbenější seriálový herec: komedie   | Jesse Tyler Ferguson   | nominace  |
| 2015 | nejoblíbenější seriálová herečka: komedie | Sofía Vergara          | vítězství |
| 2016 | nejoblíbenější seriálová komedie          |                        | nominace  |
| 2017 | nejoblíbenější seriálová komedie          |                        | nominace  |
| 2018 | nejoblíbenější seriálová komedie          |                        | nominace  |
| 2018 | nejoblíbenější seriálová herečka: komedie | Sarah Hyland           | nominace  |
| 2018 | nejoblíbenější seriálová herec: komedie   | Rico Rodriguez         | nominace  |

## Producers Guild of America Awards
| Rok  | Kategorie                             | Nominovaní | Výsledek  |
| ---- | ------------------------------------- | --- | --------- |
| 2010 | nejlepší seriálový producent: komedie | Steven Levitan, Christopher Lloyd, Jeffrey Morton, Dan O'Shannon, Jason Winer, Bill Wrubel a Danny Zuker | vítězství |
| 2011 | nejlepší seriálový producent: komedie | Paul Corrigan, Abraham Higginbotham, Steven Levitan, Christopher Lloyd, Jeffrey Morton, Dan O'Shannon, Jeffrey Richman, Brad Walsh, Bill Wrubel a Danny Zuker                                                                                         | vítězství |
| 2012 | nejlepší seriálový producent: komedie | Cindy Chupack, Paul Corrigan, Abraham Higginbotham, Ben Karlin, Steven Levitan, Christopher Lloyd, Jeffrey Morton, Dan O'Shannon, Jeffrey Richman, Chris Smirnoff, Brad Walsh, Bill Wrubel a Danny Zuker                                              | vítězství |
| 2013 | nejlepší seriálový producent: komedie | Paul Corrigan, Abraham Higginbotham, Ben Karlin, Elaine Ko, Steven Levitan, Christopher Lloyd, Jeffrey Morton, Dan O'Shannon, Jeffrey Richman, Chris Smirnoff, Brad Walsh, Bill Wrubel a Danny Zuker                                                  | vítězství |
| 2014 | nejlepší seriálový producent: komedie | Paul Corrigan, Megan Ganz, Abraham Higginbotham, Ben Karlin, Elaine Ko, Steven Levitan, Christopher Lloyd, Jeffrey Morton, Dan O'Shannon, Jeffrey Richman, Chris Smirnoff, Brad Walsh, Bill Wrubel, Sally Young a Danny Zuker                         | nominace  |
| 2015 | nejlepší seriálový producent: komedie | Vali Chandrasekaran, Paul Corrigan, Megan Ganz, Abraham Higginbotham, Elaine Ko, Steven Levitan, Christopher Lloyd, Jeffrey Morton, Jeffrey Richman, Kenny Schwartz, Chris Smirnoff, Chuck Tatham, Brad Walsh, Rick Wiener, Sally Young a Danny Zuker | nominace  |
| 2016 | nejlepší seriálový producent: komedie | Vali Chandrasekaran, Paul Corrigan, Andrew Gordon, Abraham Higginbotham, Elaine Ko, Steven Levitan, Christopher Lloyd, Jeffrey Morton, Jon Pollack, Jeffrey Richman, Chris Smirnoff, Chuck Tatham, Brad Walsh, Sally Young a Danny Zuker              | nominace  |

## Satellite Awards
| Rok  | Kategorie                                                         | Nominovaní    | Výsledek |
| ---- | ----------------------------------------------------------------- | ------------- | -------- |
| 2009 | nejlepší seriálová herečka: komedie/muzikál                       | Julie Bowen   | nominace |
| 2010 | nejlepší seriál: muzikál/komedie                                  |               | nominace |
| 2010 | nejlepší herec ve vedlejší roli: seriál, minisérie nebo TV film   | Ty Burrell    | nominace |
| 2010 | nejlepší herečka ve vedlejší roli: seriál, minisérie nebo TV film | Julie Bowen   | nominace |
| 2011 | nejlepší herečka ve vedlejší roli: seriál, minisérie nebo TV film | Sofía Vergara | nominace |
| 2011 | nejlepší herec ve vedlejší roli: seriál, minisérie nebo TV film   | Ty Burrell    | nominace |
| 2011 | nejlepší seriál: muzikál/komedie                                  |               | nominace |
| 2012 | nejlepší seriál: muzikál/komedie                                  |               | nominace |
| 2013 | nejlepší seriál: muzikál/komedie                                  |               | nominace |

## Screen Actors Guild Awards
| Rok  | Kategorie                            | Nominovaní | Výsledek  |
| ---- | ------------------------------------ | --- | --------- |
| 2009 | nejlepší seriálové obsazení: komedie | Julie Bowen, Ty Burrell, Jesse Tyler Ferguson, Nolan Gould, Sarah Hyland, Ed O'Neill, Rico Rodriguez, Eric Stonestreet, Sofía Vergara, Ariel Winter                                         | nominace  |
| 2010 | nejlepší seriálové obsazení: komedie | Julie Bowen, Ty Burrell, Jesse Tyler Ferguson, Nolan Gould, Sarah Hyland, Ed O'Neill, Rico Rodriguez, Eric Stonestreet, Sofía Vergara, Ariel Winter                                         | vítězství |
| 2010 | nejlepší seriálový herec: komedie    | Ty Burrell | nominace  |
| 2010 | nejlepší seriálový herec: komedie    | Ed O'Neill | nominace  |
| 2010 | nejlepší seriálová herečka: komedie  | Sofía Vergara | nominace  |
| 2011 | nejlepší seriálová herečka: komedie  | Sofía Vergara | nominace  |
| 2011 | nejlepší seriálová herečka: komedie  | Julie Bowen | nominace  |
| 2011 | nejlepší seriálový herec: komedie    | Ty Burrell | nominace  |
| 2011 | nejlepší seriálový herec: komedie    | Eric Stonestreet | nominace  |
| 2011 | nejlepší seriálové obsazení: komedie | Aubrey Anderson-Emmons, Julie Bowen, Ty Burrell, Jesse Tyler Ferguson, Nolan Gould, Sarah Hyland, Ed O'Neill, Rico Rodriguez, Eric Stonestreet, Sofía Vergara, Ariel Winter                 | vítězství |
| 2012 | nejlepší seriálová herečka: komedie  | Sofía Vergara | nominace  |
| 2012 | nejlepší seriálový herec: komedie    | Ty Burrell | nominace  |
| 2012 | nejlepší seriálový herec: komedie    | Eric Stonestreet | nominace  |
| 2012 | nejlepší seriálové obsazení: komedie | Aubrey Anderson-Emmons, Julie Bowen, Ty Burrell, Jesse Tyler Ferguson, Nolan Gould, Sarah Hyland, Ed O'Neill, Rico Rodriguez, Eric Stonestreet, Sofía Vergara, Ariel Winter                 | vítězství |
| 2013 | nejlepší seriálová herečka: komedie  | Julie Bowen | nominace  |
| 2013 | nejlepší seriálový herec: komedie    | Ty Burrell | vítězství |
| 2013 | nejlepší seriálové obsazení: komedie | Aubrey Anderson-Emmons, Julie Bowen, Ty Burrell, Jesse Tyler Ferguson, Nolan Gould, Sarah Hyland, Ed O'Neill, Rico Rodriguez, Eric Stonestreet, Sofía Vergara, Ariel Winter                 | vítězství |
| 2014 | nejlepší seriálová herečka: komedie  | Julie Bowen | nominace  |
| 2014 | nejlepší seriálový herec: komedie    | Ty Burrell | nominace  |
| 2014 | nejlepší seriálový herec: komedie    | Eric Stonestreet | nominace  |
| 2014 | nejlepší seriálové obsazení: komedie | Aubrey Anderson-Emmons, Julie Bowen, Ty Burrell, Jesse Tyler Ferguson, Nolan Gould, Sarah Hyland, Ed O'Neill, Rico Rodriguez, Eric Stonestreet, Sofía Vergara, Ariel Winter                 | nominace  |
| 2015 | nejlepší seriálový herec: komedie    | Ty Burrell | nominace  |
| 2015 | nejlepší seriálové obsazení: komedie | Aubrey Anderson-Emmons, Julie Bowen, Ty Burrell, Jesse Tyler Ferguson, Nolan Gould, Sarah Hyland, Ed O'Neill, Rico Rodriguez, Eric Stonestreet, Sofía Vergara, Ariel Winter                 | nominace  |
| 2016 | nejlepší seriálový herec: komedie    | Ty Burrell | nominace  |
| 2016 | nejlepší seriálové obsazení: komedie | Aubrey Anderson-Emmons, Julie Bowen, Ty Burrell, Jesse Tyler Ferguson, Nolan Gould, Sarah Hyland, Jeremy Maguire, Ed O'Neill, Rico Rodriguez, Eric Stonestreet, Sofía Vergara, Ariel Winter | nominace  |

## Teen Choice Awards
| Rok  | Kategorie                                 | Nominovaní       | Výsledek |
| ---- | ----------------------------------------- | ---------------- | -------- |
| 2010 | nejlepší seriál: komedie                  |                  | nominace |
| 2010 | objev roku: žeba                          | Sarah Hyland     | nominace |
| 2010 | objev roku: muž                           | Rico Rodriguez   | nominace |
| 2010 | objev roku: seriál                        |                  | nominace |
| 2011 | nejlepší seriál: komedie                  |                  | nominace |
| 2011 | nejoblíbenější seriálový herec: komedie   | Ty Burrell       | nominace |
| 2011 | nejoblíbenější televizní zloděj scén      | Rico Rodriguez   | nominace |
| 2011 | nejoblíbenější televizní zloděj scén      | Eric Stonestreet | nominace |
| 2011 | nejoblíbenější televizní zlodějka scén    | Sofía Vergara    | nominace |
| 2012 | nejlepší seriál: komedie                  |                  | nominace |
| 2012 | nejoblíbenější seriálový herec: komedie   | Ty Burrell       | nominace |
| 2012 | nejoblíbenější seriálová herečka: komedie | Sofía Vergara    | nominace |
| 2012 | nejoblíbenější televizní zlodějka scén    | Sarah Hyland     | nominace |
| 2013 | nejoblíbenější seriálová komedie          |                  | nominace |
| 2013 | nejoblíbenější seriálový herec: komedie   | Eric Stonestreet | nominace |
| 2013 | nejoblíbenější televizní zloděj scén      | Rico Rodriguez   | nominace |
| 2013 | nejoblíbenější televizní zlodějka scén    | Ariel Winter     | nominace |
| 2014 | nejoblíbenější televizní zlodějka scén    | Sarah Hyland     | nominace |
| 2014 | nejoblíbenější televizní zloděj scén      | Adam DeVine      | nominace |

## Television Critics Awards
| Rok  | Kategorie                       | Nominovaní       | Výsledek  |
| ---- | ------------------------------- | ---------------- | --------- |
| 2010 | nejlepší program                |                  | nominace  |
| 2010 | nejlepší nový program           |                  | nominace  |
| 2010 | individuální ocenění za komedii | Ty Burrell       | nominace  |
| 2010 | individuální ocenění za komedii | Eric Stonestreet | nominace  |
| 2010 | nejlepší seriál: komedie        |                  | vítězství |
| 2011 | individuální ocenění za komedii | Ty Burrell       | vítězství |
| 2011 | nejlepší seriál: komedie        |                  | vítězství |
| 2012 | nejlepší seriál: komedie        |                  | nominace  |

## Writers Guild of America Awards
| Rok  | Kategorie                         | Nominovaní                         | Díl                         | Výsledek  |
| ---- | --------------------------------- | ---------------------------------- | --------------------------- | --------- |
| 2009 | nejlepší komediální seriál        |                                    |                             | nominace  |
| 2009 | nejlepší díl komediálního seriálu | Christopher Lloyd a Steven Levitan | „Pilot“                     | vítězství |
| 2009 | nejlepší nový seriál              |                                    |                             | vítězství |
| 2010 | nejlepší komediální seriál        |                                    |                             | vítězství |
| 2010 | nejlepší díl komediálního seriálu | Paul Corrigan a Brad Walsh         | „Zemětřesení“               | nominace  |
| 2010 | nejlepší díl komediálního seriálu | Danny Zuker                        | „Hvězdná noc“               | nominace  |
| 2011 | nejlepší komediální seriál        |                                    |                             | vítězství |
| 2011 | nejlepší díl komediálního seriálu | Steven Levitan a Jeffrey Richman   | „Chyceni při činu“          | vítězství |
| 2011 | nejlepší díl komediálního seriálu | Dan O'Shannon a Ilana Wernick      | „Den matek“                 | nominace  |
| 2012 | nejlepší komediální seriál        |                                    |                             | nominace  |
| 2012 | nejlepší díl komediálního seriálu | Cindy Chupack                      | „Hubatá slečinka“           | nominace  |
| 2012 | nejlepší díl komediálního seriálu | Jeffrey Richman                    | „Rande naslepo“             | nominace  |
| 2012 | nejlepší díl komediálního seriálu | Elaine Ko                          | „Tahle země není pro panny“ | vítězství |
| 2013 | nejlepší komediální seriál        |                                    |                             | nominace  |
| 2013 | nejlepší díl komediálního seriálu | Paul Corrigan a Brad Walsh         | „Není práce jako práce“     | nominace  |
| 2013 | nejlepší díl komediálního seriálu | Elaine Ko                          | „Farmářské gule“            | nominace  |

## Young Artist Award
| Rok  | Kategorie                       | Nominovaní                                 | Výsledek  |
| ---- | ------------------------------- | ------------------------------------------ | --------- |
| 2010 | nejlepší mladé obsazení: seriál | Rico Rodriguez, Nolan Gould a Ariel Winter | vítězství |
| 2011 | nejlepší mladé obsazení: seriál | Rico Rodriguez, Nolan Gould a Ariel Winter | nominace  |

## Zlatý glóbus
| Rok  | Kategorie                                                                         | Nominovaní       | Výsledek  |
| ---- | --------------------------------------------------------------------------------- | ---------------- | --------- |
| 2010 | nejlepší seriál: komedie/drama                                                    |                  | nominace  |
| 2011 | nejlepší seriál: komedie/drama                                                    | nominace         |           |
| 2011 | nejlepší ženský mužský výkon ve vedlejší roli v seriálu, minisérii nebo TV filmu  | Eric Stonestreet | nominace  |
| 2011 | nejlepší ženský herecký výkon ve vedlejší roli v seriálu, minisérii nebo TV filmu | Sofía Vergara    | nominace  |
| 2012 | nejlepší seriál: komedie/drama                                                    |                  | vítězství |
| 2012 | nejlepší ženský mužský výkon ve vedlejší roli v seriálu, minisérii nebo TV filmu  | Eric Stonestreet | nominace  |
| 2012 | nejlepší ženský herecký výkon ve vedlejší roli v seriálu, minisérii nebo TV filmu | Sofía Vergara    | nominace  |
| 2013 | nejlepší seriál: komedie/drama                                                    |                  | nominace  |
| 2013 | nejlepší ženský mužský výkon ve vedlejší roli v seriálu, minisérii nebo TV filmu  | Eric Stonestreet | nominace  |
| 2013 | nejlepší ženský herecký výkon ve vedlejší roli v seriálu, minisérii nebo TV filmu | Sofía Vergara    | nominace  |
| 2014 | nejlepší ženský herecký výkon ve vedlejší roli v seriálu, minisérii nebo TV filmu | Sofía Vergara    | nominace  |
| 2014 | nejlepší seriál: komedie/drama                                                    |                  | nominace  |